# Cymopterus rosei
Cymopterus rosei är en flockblommig växtart som först beskrevs av Marcus Eugene Jones, John Merle Coulter och Joseph Nelson Rose, och fick sitt nu gällande namn av Marcus Eugene Jones. Cymopterus rosei ingår i släktet Cymopterus och familjen flockblommiga växter. Inga underarter finns listade i Catalogue of Life.